# Anapistula ataecina
Espèce
Statut de conservation UICN

 CR B1ab(i,ii,iii,iv,v)+2ab(i,ii,iii,iv,v) : 
En danger critique
Anapistula ataecina est une espèce d'araignées aranéomorphes de la famille des Symphytognathidae.

## Distribution
Cette espèce est endémique du Portugal. Elle se rencontre à Sesimbra dans la Serra dos Pinheirinhos dans le parc naturel de l'Arrábida. Elle a été observée dans trois grottes du sistema cársico do Frade les Gruta do Fumo, Gruta do Coelho et Gruta da Utopia, et à deux kilomètres dans la Gruta da Furada

## Description
La femelle holotype mesure 0,52 mm. Les femelles mesurent de 0,43 à 0,57 mm.

## Étymologie
Son nom d'espèce lui a été donné en référence à Ataecina.

## Publication originale
- Cardoso & Scharff, 2009 : First record of the spider family Symphytognathidae in Europe and description of Anapistula ataecina sp. n. (Araneae). Zootaxa, no 2246, p. 46-57.